# Lophozia ascendens
Lophozia ascendens là một loài rêu tản trong họ Jungermanniaceae. Loài này được (Warnst.) R.M. Schust. miêu tả khoa học lần đầu tiên năm 1952.